# Эбалаково (Кайбицкий район)
Эбалаково (тат. Бүәле, Ябалак) — село в Кайбицком районе Татарстана в 5 км южнее Больших Кайбиц.
Административный центр муниципального образования Эбалаковского сельского поселения.

## География
Через село протекает безымянный ручей, один из притоков Берли.

## История
Основано во второй половине XVII века. С XIX века известно бондарным и колёсными промыслами.
В 2005 году телефонная связь в селе переведена на цифровой сигнал.
В июле 2011 года в селе открыта новая мечеть.

## Демография
- 1989 год — 309 человек[1]
- 2017 год — 203 человека[1]

Национальный состав: русские — 49 %, татары — 47 % (2021).

## Экономика
Ассоциация кооперативов крестьянских хозяйств «Берля»

## Известные люди
В селе родился Латыф Хамиди — советский композитор, народный артист КазССР, лауреат Государственной премии КазССР.